# Osijek
Osijek este un oraș în cantonul Osijek-Baranja, Croația, având o populație de 108.048 de locuitori (2011).

## Istorie
Orașul a fost fondat în secolul I de Imperiul Roman, primind numele de Colonia Aelia Mursa în anul 133.

## Demografie
Componența etnică a orașului Osijek
     Croați (89,54%)
     Sârbi (6,25%)
     Necunoscut (0,82%)
     Neclasificat (2,89%)
Componența confesională a orașului Osijek
     Catolici (84,38%)
     Ortodocși (6,36%)
     Fără religie și atei (4,06%)
     Necunoscută (2,2%)
     Alte religii (2,96%)
Conform recensământului din 2011, orașul Osijek avea 108.048 de locuitori. Din punct de vedere etnic, majoritatea locuitorilor (89,54%) erau croați, cu o minoritate de sârbi (6,25%). Apartenența etnică nu este cunoscută în cazul a 0,82% din locuitori. Din punct de vedere confesional, majoritatea locuitorilor (84,38%) erau catolici, existând și minorități de ortodocși (6,36%) și persoane fără religie și atei (4,06%). Pentru 2,2% din locuitori nu este cunoscută apartenența confesională.

## Personalități născute aici
- Igor Cvitanović (n. 1970), fotbalist;
- Željko Kopić (n. 1977), fotbalist;
- Marko Dugandžić (n. 1994), fotbalist.